# 日本未来学会
日本未来学会（にほんみらいがっかい、英文名: Japan Society for Future Research）は、1968年に、未来予見のための学問的可能性の探究をめざし、日本で設立された学際性を重んじる学会として設立された。
事務局は、公益財団法人未来工学研究所内（東京都江東区深川2-6-11）にある。

## 概要
1967年、林雄二郎、梅棹忠夫、小松左京、加藤秀俊、川添登の5人がエッソ・スタンダード石油の機関紙「Energy」で「我々はなぜ未来を考えるのか」をテーマに座談し、特集号「未来学の提唱」として発表。同年、オスローで開催された「人類2000年委員会」に林と加藤が参加。次回の国際未来会議を日本で開催するということになり、その受け皿として、日本未来学会が設立された（1968年7月16日）。
初代会長は中山伊知郎、発起人には、大来佐武郎、丹下健三、今西錦司、浅田孝、平田敬一郎らが名をつらねた。第2回国際未来学会は、1970年4月、京都の国際会議場で開催され、内外の300名近い学者や研究者が参加した。現在の会長は、公文俊平（多摩大学教授）である。

## 活動
年1回の大会、その他適宜、シンポジウムや講演会を開催している。